# Myiotheretes striaticollis
Myiotheretes striaticollis е вид птица от семейство Tyrannidae.

## Разпространение
Видът е разпространен в Аржентина, Боливия, Венецуела, Еквадор, Колумбия и Перу.